# Барон Клитеро
Барон Клитеро из Даунхэма в графстве Ланкашир — наследственный титул в системе Пэрства Соединённого королевства. Он был создан 20 июня 1955 года для консервативного политика Ральфа Эсшетона (1901—1984). Ранее он заседал в Палате общин от Рашклиффа (1934—1945), Лондона (1945—1950) и Западного Блэкберна (1950—1955), а также занимал должности финансового секретаря министерства финансов (1942—1944), председателя Консервативной партии (1944—1946) и лорда-лейтенанта Ланкашира (1971—1976). Он был сыном Ральфа Кокейна Эсшетона (1860—1955), который в течение многих лет был членом Совета графства Ланкашир. 4 сентября 1945 года для Ральфа Эсшетона был создан титул баронета из Даунхэма в графстве Ланкашир. 
По состоянию на 2024 год носителем титула являлся сын первого барона, Ральф Джон Эсшетон, 2-й барон Клитеро (род. 1929), который сменил своего отца в 1984 году.

## Баронеты Эсшетон из Даунхэма (1945)
- 1945—1955: Сэр Ральф Кокейн Эсшетон, 1-й баронет (13 сентября 1860 — 21 сентября 1955), старший сын Ральфа Эсшетона (1830—1907), депутата Палаты общин от Клитеро (1868—1880)[1]
- 1955—1984: Сэр Ральф Эсшетон, 2-й баронет (24 февраля 1901 — 18 сентября 1984), единственный сын предыдущего, барон Клитеро с 1955 года.

## Бароны Клитеро (1955)
- 1955—1984: Ральф Эсшетон, 1-й барон Клитеро (24 февраля 1901 — 18 сентября 1984), единственный сын 1-го баронета[2];
- 1984 — настоящее время: Ральф Джон Эсшетон, 2-й барон Клитеро (род. 3 ноября 1929), старший сын предыдущего[3];
  - Наследник титула: достопочтенный Ральф Кристофер Эсшетон (род. 19 марта 1962), старший сын предыдущего[4];
    - Наследник наследника: Ральф Энтони Эсшетон (3 декабря 1998), единственный сын предыдущего[5].